# Rosa dsharkenti
Rosa dsharkenti es una especie de planta del género Rosa, de la familia Rosaceae.

## Taxonomía
Rosa dsharkenti fue descrita por Chrshan. en 1948.

## Distribución
Se encuentra en el territorio de Kazajistán.